# Pygocoelis usambicus
Pygocoelis usambicus är en skalbaggsart som först beskrevs av H. Kolbe 1897.  Pygocoelis usambicus ingår i släktet Pygocoelis och familjen stumpbaggar. Inga underarter finns listade i Catalogue of Life.